# Zenarchopteridae
Gli Zenarchopteridae sono una famiglia di pesci ossei d'acqua dolce, salmastra e marina appartenenti all'ordine Beloniformes.

## Distribuzione e habitat
Gli Zenarchopteridae vivono nell'Indo-Pacifico tropicale e nelle acque dolci e salmastre del Sud-est asiatico e dell'Oceania tropicale. Sono pesci eurialini e anche le specie marine hanno in genere stretti rapporti con le foci o le lagune.

## Descrizione
L'aspetto di questi pesci è molto simile a quello degli Hemiramphidae a cui sono strettamente affini.
Sono pesci di piccola taglia che solo eccezionalmente raggiungono i 20 cm.

## Acquariofilia
Alcune specie, soprattutto del genere Dermogenys, vengono allevate negli acquari.

## Specie
- Genere Dermogenys
  - Dermogenys bispina
  - Dermogenys brachynotopterus
  - Dermogenys bruneiensis
  - Dermogenys burmanica
  - Dermogenys collettei
  - Dermogenys montana
  - Dermogenys orientalis
  - Dermogenys palawanensis
  - Dermogenys pusilla
  - Dermogenys robertsi
  - Dermogenys siamensis
  - Dermogenys sumatrana
  - Dermogenys vogti
- Genere Hemirhamphodon
  - Hemirhamphodon byssus
  - Hemirhamphodon chrysopunctatus
  - Hemirhamphodon kapuasensis
  - Hemirhamphodon kecil
  - Hemirhamphodon kuekenthali
  - Hemirhamphodon phaiosoma
  - Hemirhamphodon pogonognathus
  - Hemirhamphodon sesamum
  - Hemirhamphodon tengah
- Genere Nomorhamphus
  - Nomorhamphus bakeri
  - Nomorhamphus brembachi
  - Nomorhamphus celebensis
  - Nomorhamphus ebrardtii
  - Nomorhamphus hageni
  - Nomorhamphus kolonodalensis
  - Nomorhamphus liemi
  - Nomorhamphus manifesta
  - Nomorhamphus megarrhamphus
  - Nomorhamphus pectoralis
  - Nomorhamphus philippinus
  - Nomorhamphus pinnimaculata
  - Nomorhamphus ravnaki
  - Nomorhamphus rex
  - Nomorhamphus rossi
  - Nomorhamphus sanussii
  - Nomorhamphus towoetii
  - Nomorhamphus vivipara
  - Nomorhamphus weberi
- Genere Tondanichthys
  - Tondanichthys kottelati
- Genere Zenarchopterus
  - Zenarchopterus alleni
  - Zenarchopterus buffonis
  - Zenarchopterus caudovittatus
  - Zenarchopterus clarus
  - Zenarchopterus dispar
  - Zenarchopterus dunckeri
  - Zenarchopterus dux
  - Zenarchopterus ectuntio
  - Zenarchopterus gilli
  - Zenarchopterus kampeni
  - Zenarchopterus novaeguineae
  - Zenarchopterus ornithocephala
  - Zenarchopterus pappenheimi
  - Zenarchopterus philippinus
  - Zenarchopterus quadrimaculatus
  - Zenarchopterus rasori
  - Zenarchopterus robertsi
  - Zenarchopterus striga
  - Zenarchopterus xiphophorus[2]